# Ryan Dill-Russell
Ryan Dill-Russell (17 de octubre de 1983) es un deportista neozelandés que compitió en judo. Ganó siete medallas en el Campeonato de Oceanía de Judo entre los años 2004 y 2014.

## Palmarés internacional
| Campeonato de Oceanía | Campeonato de Oceanía        | Campeonato de Oceanía | Campeonato de Oceanía |
| Año                   | Lugar                        | Medalla               | Categoría             |
| --------------------- | ---------------------------- | --------------------- | --------------------- |
| 2004                  | Numea (Francia)              | Medalla de bronce     | –90 kg                |
| 2008                  | Christchurch (Nueva Zelanda) | Medalla de bronce     | –81 kg                |
| 2010                  | Canberra (Australia)         | Medalla de bronce     | –90 kg                |
| 2011                  | Papeete (Francia)            | Medalla de plata      | –90 kg                |
| 2012                  | Cairns (Australia)           | Medalla de bronce     | –90 kg                |
| 2013                  | Apia (Samoa)                 | Medalla de oro        | –90 kg                |
| 2014                  | Auckland (Nueva Zelanda)     | Medalla de oro        | –90 kg                |